# Gene Perla
Gene Perla (Woodcliff Lake, 1º marzo 1940) è un bassista e produttore discografico statunitense.

## Biografia
Dopo gli studi di pianoforte classico al Berklee College of Music e al Boston Conservatory of Music, seguiti da alcuni anni in cui il suo strumento è stato il trombone, all’età di 24 anni ha scelto il basso come strumento principale. Poco tempo dopo essere giunto a New York proveniente dal New Jersey, ha avuto modo di dimostrare il suo talento collaborando con artisti di vaglia come Woody Herman, Frank Sinatra, Sarah Vaughan, Miles Davis, Nina Simone, Elvin Jones, Thad Jones/Mel Lewis, Sonny Rollins.
Durante gli anni Settanta fonda l'etichetta PM Records.
Ha prodotto lavori di Steve Grossman (Some Shapes To Come, 1974, Zulu Stomp/Katona, 1976, Terra Firma, 1977; Nina Simone (A very Rare Evening, 1979); Elvin Jones (Is "On The Mountain", 1975, Live, 1975).
Perla è stato docente alla William Paterson University, alla New School University, al Center for the Media Arts per approdare poi alla Lehigh University.
Dotato di spiccato senso degli affari, ha ampliato le sue attività nell'editoria, aprendo studi di registrazione e lavorando come creativo sul web e in più settori legati all'Industria dello spettacolo.

## Discografia essenziale

### Leader
- 2008 - Bill's Waltz (PM Records)
- 2017 - Out of the Gate (PM Records)

### Come sideman
Con Miles Davis
- The Complete Jack Johnson Sessions (Columbia, 1970)

Con Elvin Jones
- Genesis (Blue Note, 1971)
- Merry-Go-Round (Blue Note, 1971)
- Mr. Jones (Blue Note, 1972)
- Live at the Lighthouse (Blue Note, 1972)
- Hollow Out with Masabumi Kikuchi (Philips, 1972)
- At This Point in Time (Blue Note, 1973)
- Elvin Jones is "On the Mountain" (PM, 1975)
- New Agenda (Vanguard, 1975)
- The Truth: Heard Live at the Blue Note (Half Note, 1999)

Con Nina Simone
- To Love Somebody (RCA, 1968)
- Here Comes the Sun (RCA, 1971)
- A Very Rare Evening (PM Records, 1979)